# Ida Kleijnen
Ida Kleijnen (getrouwd als Ida van den Hurk) (17 maart 1936- Lanaken, 15 januari 2019) was een Nederlands restaurateur, en de tweede vrouw in Nederland die een Michelinster kreeg.
In 1959 ging Kleijnen met haar echtgenoot naar Canada, maar kwam na een jaar al weer terug naar Nederland. Daar bouwden ze een pension, waar Kleijnen in de keuken stond. Het pension werd in 1979 een hotel met een restaurant, De Lindenhorst in Valkenburg. In 1983 ging Kleijnen stage lopen bij De Hoefslag, een restaurant met twee sterren. In die periode verdiende ze ook zelf een ster, die ze elf jaar wist te behouden. In 1994 deed Kleijnen het restaurant over aan haar zoon.
In 1992 gaf Kleijnen haar eigen kookboek uit, Ida's keukengeheimen. 
Op 15 januari 2019 overleed Ida Kleijnen op 82-jarige leeftijd.
- Gemeinsame Normdatei: 1319958427
- Virtual International Authority File: 289975116